# Fractie CVP in de Bondsvergadering
De fractie van de CVP/PDC (Duits: Fraktion der CVP, Frans: Groupe PDC, Italiaans: Gruppo PPD) is de christendemocratische fractie in de Zwitserse Bondsvergadering. In deze Centrumfractie zetelen hoofdzakelijk de parlementsleden van de Christendemocratische Volkspartij, maar ook drie parlementsleden van de Evangelische Volkspartij (EVP/PEV) en drie van de Burgerlijk-Democratische Partij (BDP/PBD).

## Fractie
De fractie van de CVP-EVP-BDP telt 44 zetels in de Bondsvergadering en bestaat uit drie partijen:
- Christendemocratische Volkspartij (CVP/PDC)
- Evangelische Volkspartij (EVP/PEV)
- Burgerlijk-Democratische Partij (BDP/PBD)

## Positionering
De fractie van de CVP/PDC is een christendemocratische en centrumgerichte fractie.

## Fractieleiding
De president van de fractie is Andrea Gmür-Schönenberger uit het kanton Luzern). Zij is lid van de Kantonsraad.

## Zetelverdeling
| Partij                                      | Nationale Raad | Kantonsraad |
| ------------------------------------------- | -------------- | ----------- |
| Christendemocratische Volkspartij (CVP/PDC) | 25             | 13          |
| Evangelische Volkspartij (EVP/PEV)          | 3              | 0           |
| Burgerlijk-Democratische Partij (BDP/PBD)   | 3              | 0           |
| Totaal                                      | 31             | 13          |